# 有頭的房子

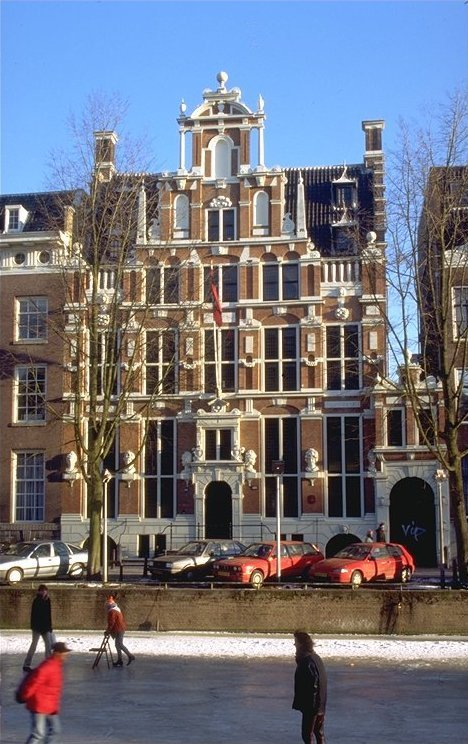
有頭的房子

有頭的房子（Huis met de Hoofden）是荷蘭首都阿姆斯特丹的一座建築。這座建築的名稱來自於房屋外牆上的六個人頭雕塑。建築外牆上的六個雕塑是六位神明的雕像，包括帶月桂花環的阿波羅（藝術）；刻瑞斯（農業）；墨丘利（貿易）；彌涅耳瓦（智慧）；戴歐尼修斯和葡萄（酒）；黛安娜（狩獵）。

## 外部連結
- 维基共享资源上的相關多媒體資源：有頭的房子

52°22′35″N 4°53′15″E / 52.37639°N 4.88750°E